# Opsilia irakensis
Opsilia irakensis är en skalbaggsart som först beskrevs av Stefan von Breuning 1967.  Opsilia irakensis ingår i släktet Opsilia och familjen långhorningar. Inga underarter finns listade i Catalogue of Life.